# Target Earth
A Target Earth a kanadai Voivod zenekar 2013-ban megjelent tizenhetedik nagylemeze (és egyben tizenharmadik stúdióalbuma). Ez az első Voivod stúdióalbum, melyen a 2005-ben elhunyt gitáros Denis D'Amour (Piggy) játéka semmilyen formában nem szerepel. Minden gitártémát a Voivodhoz 2008-ban csatlakozott Daniel Mongrain (Chewy) játszott fel. 1991 óta ez az első Voivod nagylemez, melyen újra Jean-Yves Theriault (Blacky) basszusgitározott.

## Az album dalai
Az összes dalszöveg szerzője Denis Belanger, az összes szám szerzője Voivod.
| 1.    | Target Earth          | 6:03 |
| 2.    | Kluskap O'Kom         | 4:24 |
| 3.    | Empathy for the Enemy | 5:46 |
| 4.    | Mechanical Mind       | 7:34 |
| 5.    | Warchaic              | 7:02 |
| 6.    | Resistance            | 6:44 |
| 7.    | Kaleidos              | 6:27 |
| 8.    | Corps Étranger        | 4:35 |
| 9.    | Artefact              | 6:26 |
| 10.   | Defiance              | 1:32 |
| 56:35 |                       |      |

| Limited Edition Digibook bónusz dalok | Limited Edition Digibook bónusz dalok | Limited Edition Digibook bónusz dalok | Limited Edition Digibook bónusz dalok | Limited Edition Digibook bónusz dalok | Limited Edition Digibook bónusz dalok | Limited Edition Digibook bónusz dalok | Limited Edition Digibook bónusz dalok | Limited Edition Digibook bónusz dalok | Limited Edition Digibook bónusz dalok |
|                                       | Cím                                   | Hossz                                 |                                       |                                       |                                       |                                       |                                       |                                       |                                       |
| ------------------------------------- | ------------------------------------- | ------------------------------------- | ------------------------------------- | ------------------------------------- | ------------------------------------- | ------------------------------------- | ------------------------------------- | ------------------------------------- | ------------------------------------- |
| 11.                                   | Target Earth (Live at Roadburn)       | 5:58                                  |                                       |                                       |                                       |                                       |                                       |                                       |                                       |
| 12.                                   | Man in the Trees (Live at Roadburn)   | 3:39                                  |                                       |                                       |                                       |                                       |                                       |                                       |                                       |
| 66:12                                 |                                       |                                       |                                       |                                       |                                       |                                       |                                       |                                       |                                       |

| Limited Edition Box Set bónusz lemez: Live at Roadburn 2011 | Limited Edition Box Set bónusz lemez: Live at Roadburn 2011 | Limited Edition Box Set bónusz lemez: Live at Roadburn 2011 | Limited Edition Box Set bónusz lemez: Live at Roadburn 2011 | Limited Edition Box Set bónusz lemez: Live at Roadburn 2011 | Limited Edition Box Set bónusz lemez: Live at Roadburn 2011 | Limited Edition Box Set bónusz lemez: Live at Roadburn 2011 | Limited Edition Box Set bónusz lemez: Live at Roadburn 2011 | Limited Edition Box Set bónusz lemez: Live at Roadburn 2011 | Limited Edition Box Set bónusz lemez: Live at Roadburn 2011 |
|                                                             | Cím                                                         | Hossz                                                       |                                                             |                                                             |                                                             |                                                             |                                                             |                                                             |                                                             |
| ----------------------------------------------------------- | ----------------------------------------------------------- | ----------------------------------------------------------- | ----------------------------------------------------------- | ----------------------------------------------------------- | ----------------------------------------------------------- | ----------------------------------------------------------- | ----------------------------------------------------------- | ----------------------------------------------------------- | ----------------------------------------------------------- |
| 1.                                                          | The Prow                                                    | 3:26                                                        |                                                             |                                                             |                                                             |                                                             |                                                             |                                                             |                                                             |
| 2.                                                          | Ravenous Medicine                                           | 4:37                                                        |                                                             |                                                             |                                                             |                                                             |                                                             |                                                             |                                                             |
| 3.                                                          | Overreaction                                                | 5:08                                                        |                                                             |                                                             |                                                             |                                                             |                                                             |                                                             |                                                             |
| 4.                                                          | Experiment                                                  | 5:49                                                        |                                                             |                                                             |                                                             |                                                             |                                                             |                                                             |                                                             |
| 5.                                                          | Global Warning                                              | 4:17                                                        |                                                             |                                                             |                                                             |                                                             |                                                             |                                                             |                                                             |
| 6.                                                          | Ripping Headaches                                           | 3:32                                                        |                                                             |                                                             |                                                             |                                                             |                                                             |                                                             |                                                             |
| 7.                                                          | Nothingface                                                 | 4:20                                                        |                                                             |                                                             |                                                             |                                                             |                                                             |                                                             |                                                             |
| 8.                                                          | Forlorn                                                     | 4:57                                                        |                                                             |                                                             |                                                             |                                                             |                                                             |                                                             |                                                             |
| 9.                                                          | Voivod                                                      | 4:21                                                        |                                                             |                                                             |                                                             |                                                             |                                                             |                                                             |                                                             |
| 10.                                                         | Astronomy Domine                                            | 7:12                                                        |                                                             |                                                             |                                                             |                                                             |                                                             |                                                             |                                                             |
| 47:10                                                       |                                                             |                                                             |                                                             |                                                             |                                                             |                                                             |                                                             |                                                             |                                                             |

## Zenekar
- Denis Belanger "Snake" – ének
- Michel Langevin "Away" – dobok
- Jean-Yves Theriault "Blacky" – basszusgitár
- Dan Mongrain "Chewy" – gitár